# Emiliano Fenu
Emiliano Fenu (Siniscola, 29 gennaio 1977) è un politico italiano, dal 12 giugno 2025 sindaco di Nuoro.
Dal 2022 al 2025 è stato deputato alla Camera per il Movimento 5 Stelle, dopo esser stato senatore della Repubblica dal 2018 al 2022.

## Biografia
Nato a Siniscola (Nuoro), nel 2003 si laurea in economia e commercio all'Università di Cagliari e, dopo aver lavorato come impiegato amministrativo in un'azienda, dal 2007 è dottore commercialista mentre dal 2008 è iscritto al registro dei revisori legali. Negli anni si è occupato di revisione dei conti degli Enti locali, accertamento fiscale, contenzioso tributario, mediazione, contabilità aziendale, dichiarazioni dei redditi, assistenza fiscale e tributaria alle imprese e ai privati, consulenza societaria e contrattuale, valutazione d’azienda, revisione contabile e controllo legale dei conti.

## Attività politica

### Elezione a senatore
Alle elezioni politiche del 2018 viene candidato al Senato della Repubblica nel collegio uninominale Sardegna - 02 (Nuoro), sostenuto dal Movimento 5 Stelle (M5S), risultando eletto senatore con il 43,25% e sconfiggendo i candidati del centro-destra, in quota Lega-Psd'az, Lorenzo Palermo (29,16%) e del centro-sinistra, in quota PD, Ignazio Angioni (17,83%). Nella XVIII legislatura della Repubblica ha fatto parte della 6ª Commissione Finanze e Tesoro e della Commissione parlamentare di vigilanza sull’Anagrafe tributaria, all'interno delle quali è stato capogruppo per il M5S, oltre a ricoprire l'incarico di tesoriere del gruppo parlamentare Movimento 5 Stelle a Palazzo Madama e distinguersi tra i senatori più presenti con il 92,69% di presenze.
L'11 dicembre 2021 diventa membro del Comitato per l’Economia e finanza del M5S.
A giugno 2022 sembra originariamente aderire alla scissione del Movimento 5 Stelle guidata dal ministro degli esteri Luigi Di Maio, ma decide alla fine di non passare ad Insieme per il futuro e rimanere nel M5S.

### Elezione a deputato
Alle elezioni politiche anticipate del 2022 si candida alla Camera dei deputati sia nel collegio uninominale Sardegna - 03 (Nuoro) che nel collegio plurinominale Sardegna - 01 in seconda posizione per il Movimento 5 Stelle, ottenendo nell'uninominale il 21,81% dei voti e venendo superato dai candidati del centro-destra Barbara Polo (41,03%) e del centro-sinistra Michele Piras (25,95%), mentre nel plurinominale viene eletto deputato. Nella XIX legislatura è membro della 6ª Commissione Finanze, della Commissione parlamentare di vigilanza sull’Anagrafe tributaria, della Commissione parlamentare per la semplificazione, della Commissione parlamentare per il contrasto degli svantaggi derivanti dall'insularità e tesoriere del gruppo parlamentare del M5S a Montecitorio.
Il 22 luglio 2025 cessa dal mandato parlamentare; al suo posto subentra il sassarese Mario Perantoni.

### Sindaco di Nuoro
Alle elezioni amministrative del 2025 si candida a sindaco di Nuoro, sostenuto da una larga coalizione di centrosinistra formata dalle liste Riformisti per Nuoro - Partito Democratico, Movimento 5 Stelle, Uniti per Fenu Sindaco, Progressisti Nuoro - Liberu, Alleanza Verdi e Sinistra, Sinistra Futura e Partito Socialista Italiano - Socialisti Nuoresi (che include candidati di Fortza Paris). Viene eletto sindaco al primo turno con il 63,05% dei voti sconfiggendo, tra gli altri, il segretario regionale di Azione e candidato del centro-destra Giuseppe Cucca (25,7%).
Il 7 luglio 2025, nel corso della prima seduta del consiglio comunale, presenta la sua giunta.